# Oltre la collina
Oltre la collina è il primo album musicale della cantante italiana Mia Martini, pubblicato il 18 novembre 1971 dalla RCA Italiana.

## Il disco
Dopo una serie di singoli incisi con il suo vero nome, Mimì Berté, nel 1970 Mia Martini trova un nome d'arte più convincente grazie ad Alberigo Crocetta, e incide il suo primo album per la RCA Italiana uscito nel novembre 1971. 
Oltre la collina è considerato tra i migliori lavori mai realizzati della discografia d'autore. È uno dei primi esempi di concept album italiani, in cui filo conduttore sono la disperazione e la solitudine giovanile: l'LP affronta, infatti, tematiche quali la spiritualità, la malattia e il suicidio. 
Troviamo molte cover di brani il cui testo originale era in inglese (tra cui The Lion Sleeps Tonight, i cui versi non sono stati tradotti) e in francese, e altrettanti brani scritti da un giovane e sconosciuto Claudio Baglioni, fra i quali Gesù è mio fratello, in cui viene affrontato con grande intensità il tema della fede, Lacrime di marzo, in cui viene affrontato il tema del suicidio e Amore... amore... un corno (pubblicato come lato B di Padre davvero), che subisce la censura radio-televisiva, modificando la frase ti servo solamente dentro il letto con ti servo solamente quando è notte.
Padre davvero, primo brano pubblicato col nome di Mia Martini, tratta di un conflitto generazionale tra padre e figlia, e viene subito giudicato "dissacrante" dalla censura radio-televisiva. Ma l'interpretazione, assolutamente innovativa, riscuote comunque parecchio interesse, tanto da ottenere la vittoria al Festival di Musica d'Avanguardia e Nuove Tendenze di Viareggio.
Questi non furono gli unici brani a subire la censura: la canzone La vergine e il mare non venne mai trasmessa in radio o in TV, poiché tratta di uno stupro, ma troviamo anche testi autobiografici come Prigioniero, scritta da Bruno Lauzi e incisa nello stesso periodo da Dalida con un testo differente, che parla della sua esperienza in carcere a Tempio Pausania nel 1969.
La copertina del disco è ispirata, o molto simile per coincidenza, a Local Anaesthetic, album discografico dei Nirvana.

## Tracce
1. Tesoro ma è vero – 4:12 (testo: Antonello De Sanctis – musica: Piero Pintucci)
2. Padre davvero – 3:57 (testo: A. De Sanctis – musica: P. Pintucci)
3. Gesù è mio fratello – 3:57 (testo: Oremus – musica: A. Coggio, C. Baglioni)
4. Prigioniero (Stop, I Don't Wanna Hear It Any More) – 3:03 (testo: B. Lauzi e M. Martini – musica: Melanie Safka)
5. Nel rosa (Into White) – 3:38 (testo: M. Martini – musica: Cat Stevens)
6. Ossessioni (Taking Off) – 2:59 (testo: A. De Sanctis – musica: N. Hart)
7. The Lion Sleeps Tonight – 2:46 (G. D. Weiss, H. Peretti, L. Creatore)
8. La vergine e il mare – 4:30 (testo: A. De Sanctis – musica: Jean Roland Musy e Laurence Matalon)
9. Lacrime di marzo – 3:34 (testo: C. Baglioni – musica: A. Coggio, C. Baglioni)
10. Testamento (Au voleur) – 2:28 (testo: C. Baglioni – musica: Jean Roland Musy e Laurence Matalon)
11. Amore... Amore... un corno! – 3:46 (testo: C. Baglioni – musica: A. Coggio, C. Baglioni)
12. Oltre la collina – 2:12 (testo: C. Baglioni – musica: A. Coggio, C. Baglioni)

## Crediti
- Produzione discografica: Alberigo Crocetta;
- Realizzazione artistica: Antonio Coggio;
- Assistente musicale: Gianni Oddi;
- Tecnici della registrazione: Leandro Leandri e E. Martella;
- Tecnico del re-cording: Franco Finetti;
- Grafica: Campi - Foligno;
- Fotografie: Lucky;

## Direzione d'orchestra
- Tony Mimms e la sua orchestra nei brani: Tesoro ma è vero, Gesù è mio fratello, Prigioniero, Nel rosa, Ossessioni, The lion sleeps tonight, La vergine e il mare, Lacrime di Marzo, Testamento e Oltre la collina;
- Piero Pintucci e la sua orchestra nel brano: Padre davvero;
- Ruggero Cini e la sua orchestra nel brano: Amore... Amore... un corno.

## Cori
- I Cantori Moderni di Alessandroni: cori in Padre davvero e Amore... Amore... un corno.
- The Four Kents: cori in The lion sleeps tonight.
- Claudio Baglioni: cori in Ossessioni
- Claudio Baglioni, Loredana Bertè e Mia Martini: voci recitanti in Oltre la collina

## Edizioni
Ci sono due prime edizioni con lo stesso numero di catalogo, la prima realizzata nel 1971 e la seconda nel 1972. La prima contiene una serie di fotografie ed una selezione dei testi. La seconda, invece, contiene tutti i testi. È stato ristampato nel 1974 (RCA PSL 10516 F375) e su CD nel 1991 (RCA ND 74550) Nella ristampa del 1991 la canzone Gesù è mio fratello viene indicata come Gesù, caro fratello. La prima edizione in formato musicassetta e stereo8 ha una copertina diversa rispetto al long playing. Dalla foto di copertina, anni dopo, si sono ispirati per quella scelta i Nirvana (gruppo inglese) per il loro 33 giri Local Anaesthetic. Ristampato su CD nel 2002 dalla BMG Ricordi - serie "Gli Indimenticabili" - etichetta RCA - catalogo 74321952272. Su questa ultima edizione il testo di Oltre la collina è pubblicato anche sull'ultima pagina di copertina.